# 蓬扎诺罗马诺
蓬扎诺罗马诺（義大利語：Ponzano Romano），是意大利拉齐奥大区罗马首都广域市的一个市镇。总面积19.34平方公里，人口1161人，人口密度60.0人/平方公里（2009年）。ISTAT代码为058080。